# Amberleyoidea
Amberleyoidea là một siêu họ ốc biển lớn và nhỏ, đã tuyệt chủng, là động vật thân mềm chân bụng sống ở biển thuộc nhánh Vetigastropoda.